# Cowboys & Kisses
A Cowboys & Kisses Anastacia amerikai énekesnő harmadik kislemeze első, Not That Kind című albumáról.

## Videóklip
A dal videóklipjét Nigel Dick rendezte, aki a Not That Kind klipjét is. 2001. január 8–9-én forgatták a Camarillo Repülőtéren, Kaliforniában. A klipben Anastacia egy hangárhoz hajt, egy férfi pedig, aki ugyanolyan gyűrűt visel, mint ő, tévéképernyőn nézi. Anastacia a repülőtéren elénekli a dalt háttérénekeseivel együtt, majd egy repülőn énekel. A végén a férfi kikapcsolja a tévét, Anastacia pedig elhajt a repülőtérről.
A klip szerepel a The Video Collection című DVD-n (2002).

## Számlista
CD kislemez (Európa)
1. Cowboys & Kisses (Radio Edit) – 3:33
2. I’m Outta Love (A Capella) – 1:55

CD kislemez (Egyesült Királyság)
1. Cowboys & Kisses (Tin Tin Out Radio Mix) – 3:56
2. Cowboys & Kisses (Radio Edit) – 3:33
3. I’m Outta Love (Hex Hector Main Club Mix) – 7:59
4. Cowboys & Kisses (videóklip)

CD maxi kislemez (Európa)
1. Cowboys & Kisses – 4:42
2. I’m Outta Love (A Capella) – 1:55
3. Underdog – 4:57
4. Nothin’ at All – 4:28

CD maxi kislemez (Ausztrália)
1. Cowboys & Kisses (Radio Edit) – 3:33
2. Underdog – 4:57
3. Not That Kind (Mousse T Remix) – 3:25
4. Not That Kind (Hex Hector Radio Edit) – 3:16
5. Cowboys & Kisses (Unplugged Version) – 3:57

12" maxi kislemez (Európa)
A1. Cowboys & Kisses (Radio Edit) – 3:33
A2. Cowboys & Kisses (Unplugged Version) – 3:57
B1. Nothin’ at All – 4:28
B2. I’m Outta Love (A Capella) – 1:55

## Helyezések
| Slágerlista (2001)                         | Legmagasabb helyezés |
| ------------------------------------------ | -------------------- |
| Belga Ultratop 40 kislemezlista (Flandria) | 5                    |
| Belga Ultratop 40 kislemezlista (Vallónia) | 2                    |
| Brit kislemezlista                         | 28                   |
| Holland Top 40                             | 25                   |
| Ír kislemezlista                           | 44                   |
| Német kislemezlista                        | 83                   |
| Svájci kislemezlista                       | 33                   |
| Új-zélandi kislemezlista                   | 46                   |